# Drum național 15
Der Drum național 15 (rumänisch für „Nationalstraße 15“, kurz DN15) ist eine Hauptstraße in Rumänien. Von Turda bis Târgu Mureș bildet er einen Teil der Europastraße 60 und bis Toplița Teil der Europastraße 578.

## Verlauf
Die Straße zweigt bei Turda (Thorenburg) vom Drum național 1 (Europastraße 81) nach Osten ab und führt über Câmpia Turzii (Jerischmarkt), Luduș, Iernut (Radnuten) nach Târgu Mureș (Neumarkt am Mieresch). Dort trifft sie auf den Drum național 13 und den Drum național 15E. Die Straße folgt nun dem Mureș (Mieresch) nach Nordosten und verläuft über Reghin (Sächsisch-Regen) und Lunca Bradului sowie durch die Mieresch-Schlucht nach Toplița, wo der Drum național 12 auf sie trifft. Die Straße führt weiter über den Badeort Borsec und Tulgheș, trifft am nordwestlichen Ende des Stausees Lacul Izvorul Muntelui auf den Drum național 17B und nach Überschreiten des Tals  der Bistrița auf den Drum național 15B. Sie folgt weiter dem Stausee und führt durch Bicaz, wo sie auf den Drum național 12C trifft, folgt der Bistrița flussabwärts, quert die Städte Piatra Neamț, wo der Drum național 15C nach Norden abzweigt, Roznov und Buhuși und endet schließlich in der Kreishauptstadt Bacău am Drum național 2 (Europastraße 85).
Die Länge der Straße beträgt rund 376 Kilometer.